# Vörös Sándor
Kiskéri Vörös Sándor (Tata, 1847. február 28. – Budapest, 1918. április 30.) gazdasági akadémiai igazgató, udvari tanácsos.

## Élete
Tatán született, ahol apja uradalmi főtiszt volt. Gimnáziumi tanulmányainak befejeztével 1865-ben a keszthelyi országos gazdasági felsőbb tanintézetre ment, melynek tanfolyamát elvégezve, József királyi herceg kis-jenői uradalmába segédtisztnek nevezték ki. Itt töltött három év után 1870-ben a Kolozsmonostori Gazdasági Tanintézet tanára és gazdasági intéző lett. Egyszersmind az egyetemet is végezte. 1875 novemberétől a nevezett intézet igazgatója volt. 1894-ben királyi tanácsosi címet nyert. Az erdélyi gazdasági egylet könyvkiadó-vállalatának elnöke volt. Ismételten hosszabb tanulmányi utazást tett Nyugat-Európában, Romániában és Bulgáriában. 1898-tól a Magyaróvári Magyar Királyi Gazdasági Akadémia igazgatójává nevezték ki. A mezőgazdasági szakoktatás kérdései foglalkoztatták elsősorban, illetőleg a korszerű gazdálkodást népszerűsítette írásaiban. Tevékenysége alatt folytatódott az akadémia szakmai-tudományos fejlődése, 1898-ban a növényélet- és kórtani, 1902-ben a vegykísérleti, 1903-ban a tejkísérleti állomás létesült. 1900-ban a párizsi világkiállításon az akadémia bemutatója aranyérmet nyert. Vörös vezetési stílusa miatt egyre népszerűtlenebbé vált, ezért 1907-ben nyugállományba helyezték, de a minisztériumban tovább dolgozott. 1905-ben 30 éves igazgatósága alkalmából udvari tanácsosi címmel tüntette ki a király.

## Munkái
- Gazdasági Szemle, a bécsi közkiállításon. Kolozsvár, 1875. (Barkassy Kálmánnal, tormay Bélával és Gamauf Vilmossal.)
- A mezei gazdaságtan rövid foglalata. Uo. 1878. (2. kiadás, 1879., 3. bőv. kiad. 1899. Uo.)
- A gazdasági tanügy történetének vázlata. Uo. 1880.
- A kálózi uradalom ismertetése... Uo. 1881. (Különnyomat az Ellenzékből.)
- A szociális kérdés ethikai oldala. Uo. 1881.
- Minő eszközök és gépek szerepeljenek egy erdélyi középbirtokban. Uo. 1884. (Előadás.)
- A földmívesek gazd. oktatásának szükséges voltáról és módjáról. Uo. 1884. (Előadás.)
- Külön ismertetők a k.-monostori tanintézetről és kiállításáról. Uo. 1885.
- Magasabb szempontok a gazd. oktatás szervezésénél. Uo. 1891. (Kőnyomat.)
- Gróf Széchenyi István emlékezete. Uo. 1891.)
- A dohánytermelésről. Uo. 1893. (Erdélyi Gazdasági-Egylet Könyvkiadó Vállalata XVI. 2. kiadás. Uo. 1894. 3. k. 1898., 5. k. 1901., 6. k. 1907. Uo.)
- A gazdaságok berendezéséről. Uo. 1893. (4. kiadás. Uo. 1901. Erdélyi Gazdasági-Egylet Könyvkiadó Vállalata XX.).
- A gazda számvitele. Uo. 1897. (Erdélyi Gazd.-Egylet Könyvkiadó Vállalata XXXIII. 4. kiadás. Uo. 1907.).
- Beszéd, melylyel a gazdasági Akadémia tanévét 1839. okt. 9. megnyitotta. M.-Óvár, 1900.
- A hazai felsőbb fokú gazdasági szakoktatás szervezéséről. Uo. 1900.

Szerkesztette az Erdélyi Gazdát 1873-ban; főszerkesztője volt a Mezőgazda című hetilapnak és szerkesztette a gazdasági tanintézet Évkönyveit 1875-től (ezekben megnyitó beszédei).